# 24654 Fossett
A 24654 Fossett (ideiglenes jelöléssel 1987 KL) egy marsközeli kisbolygó. Carolyn Shoemaker és Eugene Merle Shoemaker fedezte fel 1987. május 29-én.
Nevét Steve Fossett (1944 – 2007/2008) amerikai pilóta, tengerész, kalandvadász milliomos után kapta.